# 滇北红山茶
滇北红山茶（学名：Camellia boreali-yunnanica）是山茶科山茶属的植物。分布于中国大陆的云南、四川等地，目前尚未由人工引种栽培。